# Athletic Federation of Nigeria
Die Athletic Federation of Nigeria der Dachverband der Leichtathletik in Nigeria. Er ist Mitglied der Confédération Africaine d’Athlétisme und von World Athletics. Sie wurde 1944 als Central Committee of the Amateur Athletic Association of Nigeria gegründet. Der AFN hat seinen Hauptsitz im Nigeria National Stadium in Abuja. Sie organisiert den jährlichen Wettbewerb AFN Golden League, einen nationalen Wettbewerb mit einem ähnlichen Format wie die inzwischen aufgelöste IAAF Golden League.
Der Präsident des Verbandes ist Ibrahim Shehu Gusau seit 2017 bis heute.